# Francisco Guedes de Carvalho Meneses da Costa
Francisco Guedes de Carvalho e Meneses da Costa, 1.º Visconde da Costa (Cabeceiras de Basto, Basto, 2 de Janeiro de 1757 - Amarante, Mancelos, 4 de Novembro de 1833), exerceu o cargo de Governador de Moçambique entre 1797 e 1801.
Filho de Rodrigo Guedes de Carvalho e Menezes (Amarante, Mancelos, 10 de Abril de 1710 - ?), senhor da Casa da Costa e de sua mulher (Amarante, Mancelos, 1750) Ana Joaquina de Sousa Pereira da Silva e Falcão ou Ana Joaquina de Sousa de Paiva Leite (Cabeceiras de Basto, Santa Senhorinha, c. 1735 - ?), sucedeu a seu pai no Morgado da Casa da Costa, sendo Fidalgo Cavaleiro da Casa Real, do Conselho de El-Rei D. João VI, Comendador da Ordem de Cristo, Cavaleiro da Ordem de Avis, Coronel de Cavalaria e Bacharel formado em Direito pela Universidade de Coimbra.
Casou no Porto, a 2 de Setembro de 1807, com Ana José de Portugal e Meneses (Porto, Sé, 21 de Julho de 1788 - 30 de Setembro de 1860), com geração, e com geração ilegítima.

## Titulo de nobreza
Foi feito 1.º Visconde da Costa por D. João VI, por decreto de 6 de Fevereiro de 1826 e por carta de 11 de março de 1828 (assinada pelo regente D. Miguel) filho de Rodrigo Guedes de Carvalho e Menezes, Senhor da Casa da Costa, Fidalgo da Casa Real e de D.Ana Joaquina de Paiva Leite de Sousa Pereira da Silva e Falcão.
Fidalgo Cavaleiro da Casa Real, do Conselho de El-Rei D. João VI, Comendador da Ordem de Cristo, Cavaleiro da Ordem de Avis, Coronel de Cavalaria, Capitão-General de Moçambique, Rios do Sena e Sofala, Bacharel formado em Matemáticas pela Universidade de Coimbra. Senhor da Casa da Costa, nasceu em Santa Senhorinha de Basto a 02 de janeiro de 1757 e faleceu na Casa da Costa, em Mancelos a 4 de novembro de 1833. Casou com D. Ana José de Portugal e Menezes, da Casa da Torre da Marca, no Porto, filha de Luis Brandão de Mello Pereira de Lacerda e Menezes e de D. Antónia de Portugal e Menezes de quem teve 13 filhos legitimos.
Houve reivindicações pós-monárquia pelo título por Carlos José Gomes da Costa e Diogo Domingues Costa.